# Danza de tinieblas
Danza de Tinieblas es una obra de Eduardo Vaquerizo, galardonada con el premio Ignotus a la mejor novela y finalista del premio Minotauro de Ciencia Ficción, Fantasía y Terror. Está considerada como la primera obra del steampunk en lengua española.

## Historia
La acción se sitúa en una ucronía steampunk en la que Felipe II muere prematuramente y su hermano bastardo Juan de Austria, vencedor reciente de la batalla de Lepanto, ocupa el trono de España. El rey Juan en lugar de oponerse al movimiento protestante, lo acogerá como religión oficial. El Imperio sobre el que el sol no se ponía no resultará desmembrado en guerras religiosas. Corre el año 1927 y en un Madrid grandioso, sucio de hollín y corruptelas, el cabo de alguaciles Joannes Salamanca debe ayudar a un influyente Inquisidor a averiguar qué se esconde tras la muerte de un joven cabalista judío.

## Precedentes y secuelas
El relato de 2003 Negras águilas (Artifex 9 - 2ª época), ganador del premio Ignotus de relato 2004, es la primera incursión en este mundo, que Vaquerizo desarrollará en las posteriores novelas. 
Memoria de Tinieblas (2013 Sportula, ISBN 978-84-941035-8-2) es una novela del mismo autor, independiente en cuanto a su argumento pero ambientada en el mismo mundo décadas después de los sucesos de Danza de tinieblas.
Alba de tinieblas (2018 Cyberdark, ISBN 978-̈84-15157-23-6) es otra novela independiente que, por el contrario, narra sucesos anteriores a Danza de tinieblas, incluyendo el primer desarrollo de las máquinas de vapor.
Crónicas de tinieblas (2014 Sportula, ISBN 978-84-15988670) es una antología que reúne cuentos de varios autores ambientados en el universo de Danza de tinieblas.